# Joan Castaño i Augé
Joan Castaño i Augé (Sant Celoni, 1951) és un polític català, regidor de Sant Celoni a les primeres eleccions democràtiques i alcalde en dues etapes diferents, així com President del Consell Comarcal del Vallès Oriental.

## Trajectòria
Analista químic, va treballar a la fàbrica de la Forestal, una de les nombroses indústries químiques del municipi de Sant Celoni. Va entrar com a regidor a l'Ajuntament a les eleccions municipals espanyoles de 1979 i des de 1990 ha encapçalat la política municipal socialista. Després de la dimissió d'Antoni Pujol, es va formar un govern d'unitat compost per tots els partits amb representació municipal (PSC, PP, ERC, IC i Independents la Batllòria) excepte CiU, que va donar la presidència al candidat socialista Joan Castaño. A les eleccions posteriors el PSC va obtenir majoria absoluta a l'Ajuntament, excepte l'any 2003, quan va necessitar un pacte amb ERC i ICV.
Afiliat a UGT, des de 1997 ha estat el primer secretari de l'agrupació del PSC de Sant Celoni i ha format part de l'executiva comarcal del PSC. Com a alcalde de Sant Celoni, el 1991 va entrar com a conseller de cooperació municipal al CCVO, del qual va ser vicepresident primer i després president (2004-2007), el primer que ocupà aquest càrrec que no era de Granollers. Ha estat diputat a la Diputació de Barcelona, membre de les comissions d'Espais Naturals i Promoció Econòmica (2002-2003) i portaveu de la Coordinadora Catalana d'Ajuntaments Solidaris amb el Poble Sahrauí des de 2001.
A les eleccions municipals espanyoles de 2007 el PSC va ser la força més votada, però va perdre l'alcaldia pel suport dels dos regidors de la Candidatura d'Unitat Popular (CUP) al candidat de CiU, Francesc Deulofeu. En les eleccions municipals espanyoles de 2011 tornà a encapçalar la candidatura del PSC, que va tornar a ser la força més votada i en aquesta ocasió l'abstenció de la CUP li va permetre assolir de nou el càrrec d'alcalde.

## Gestió municipal
Durant el seu primer mandat com a alcalde (1989-2007) s'aprovà el Pla General d'Ordenació Urbana (1997) i Sant Celoni va experimentar una gran transformació. Per millorar el paisatge urbà i la integració dels barris en el teixit de la vila es van crear noves places (Baix Montseny, Mercè Rodoreda, Illes Belles) i d'altres es van remodelar; un tram del carrer Major va passar a ser zona de vianants (1993) i el poble es va començar a eixamplar en iniciar-se les obres dels plans parcials del Pertegàs (1996), residencial Esports, prop del pavelló (1999), i les Torres. En l'àmbit cultural cal destacar la posada en marxa de nous equipaments, com el Safareig, amb serveis per als joves, i la Rectoria Vella (1992), la restauració de l'Ateneu com a teatre municipal (1993) i la recuperació d'edificis del patrimoni: dues naus industrials dels anys vint, la Tèrmica i l'Escorxador, rehabilitades respectivament com a arxiu (1996) i biblioteca (1999). El 1992 es va inaugurar l'estació depuradora d'aigües residuals (ampliada el 2002) i a partir de 1996 es va començar a subministrar aigua del Ter per garantir el servei a una vila en creixement. Aquest any, un greu accident a l'empresa química Uquifa va fer endurir el control d'aquestes empreses i aprovar un pla d'accidents amb risc per a la població. Pel que fa a la sanitat, el CAP va entrar en funcionament el 1990, i el 1993 es va inaugurar la remodelació i modernització de l'Hospital de Sant Celoni, el qual va obrir un centre de dia de psicogeriatria el 1999.
Les actuacions més destacables de l'etapa de govern (2003-2007) van ser la remodelació de la plaça de la Vila, la construcció de la piscina coberta i la remodelació del camp d'esports, la inauguració de la restauració del Pont Trencat, dels aiguamolls de les Llobateres per recuperar el riu i la construcció de més de setanta pisos de protecció oficial. En aquest període es van planificar diferents equipaments educatius com l'Escola Montnegre i l'Escola Bressol municipal El Blauet, el nou Tanatori i un seguit d'actuacions a la Batllòria com el pas soterrat a l'estació de tren, el pont de la Tordera i Can Bruguera.
Des del maig de 2010 fins al juliol de 2011 va ser president del Consorci de Turisme del Vallès Oriental i, des del setembre de 2011, president del Consorci per a la Gestió de Residus del Vallès Oriental.
Durant la darrera etapa de govern (2011-2015) destaca la posada en funcionament de l'aparcament de la Forestal (2012) i el de la Salle (2012), l'equipament cultural la Unió Batllorienca (2013) i la nova Estació de Tractament d'Aigua Potable, l'ETAP a Can Sans (2015). S'han planificat importants actuacions per millorar la seguretat a la C-35 com la rotonda de Llevant i l'accés al polígon Molí de les Planes i al barri de les Illes Belles; en l'àmbit educatiu s'ha projectat l'edifici per a la nova Escola Soler de Vilardell i l'edifici per la formació professional a tocar de l'Institut Baix Montseny; s'han iniciat les obres de remodelació del Cafè de l'Ateneu i la dignificació de l'entrada del Teatre Municipal Ateneu; a la Batllòria, cal destacar el pas endavant en el sanejament del poble i la remodelació prevista de l'àmbit del camp de futbol.

### Sortida del govern municipal
En les eleccions municipals de 2015 perd les eleccions i deixa l'alcaldia després de 24 anys.